# 몰약

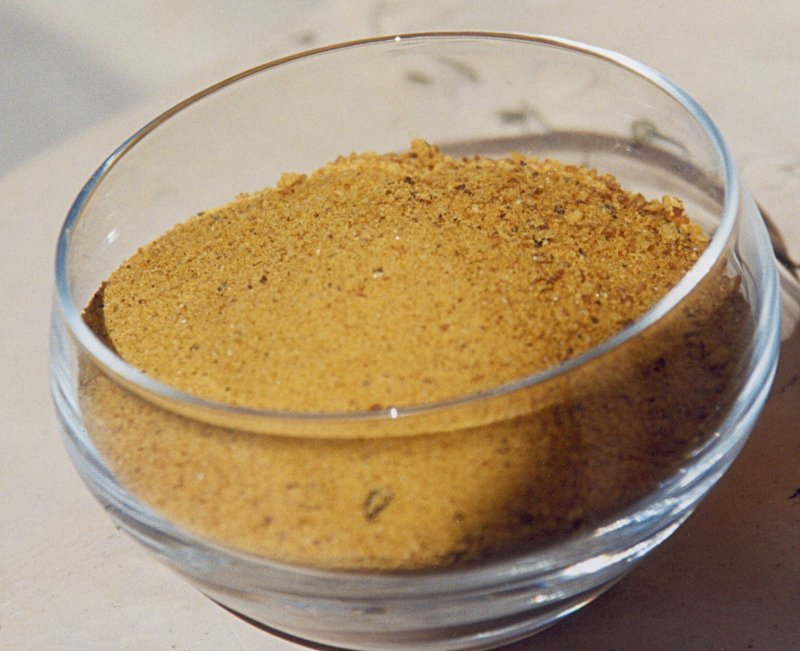

몰약(沒藥, Myrrh)은 쓴맛이 나며 향기가 좋고 노란색을 띤 적갈색의 함유수지(含油樹脂) 고무이다. 콤미포라속(Commiphora 屬)의 작고 가시가 있는 꽃피는 교목에서 혹은 콤미포라 미르라(Commiphora myrrha)나 콤미포라 아비시니카(Commiphora abyssinica) 같은 감람과(橄欖科, Burseraceae) 식물에서 얻어지며, 언급한 식물(Commiphora myrrha)과는 구별한다. 몰약은 다양한 용도로 애용되는 에센셜오일로 에센셜오일의 여왕으로 불린다. 고대 시절부터 향수·향·의약품 등 다수의 용도로 사용됐다.

## 어원
몰약을 뜻하는 영어 단어 'myrrh'는 아람어(Aramaic)로 '맛이 쓰다'라는 뜻의 'ܡܪܝܪܐ(murr)'에서 유래한다.
영어로 쓰인것은 히브리 (Hebrew) 성경에서 사용된 것에서 온 것이다.

## 몰약의 이용

### 역사적 이용
몰약은 주로 분향료(焚香料), 향수, 향고(香膏) 등의 화장품, 향유의 부향료(賦香料), 약제 등 다양하게 이용되어, 고대 근동(近東) 지방이나 중동 지역 및 중세 유럽에서는 매우 귀하게 여겼다. 일반인들에게는 성경에서 동방박사들이 아기 예수에게 황금, 유향, 그리고 몰약을 선물한 것으로 유명하다.
약제로의 이용은 주로 구강의 감염과 염증 치료에 사용돼 왔는데, 몰약을 포함하고 있는 구강세척제나 치약은 치은염 치료에 효과적인 것으로 알려져 있다. 더불어 입과 치아, 눈의 감염을 방지, 국소도포제 등으로 사용되었다고 한다. 고대 이집트에서는 미라를 만드는 데 방부제로서 사용된 필수적인 향약이었다. 기원전 1세기 이전에 몰약은 포도주가 발효돼 식초가 되는 것을 막는 데 사용됐으며, 그리스와 로마에서는 뱀에 물렸을 때 효과적인 치료약으로 처방됐다는 기록이 있다. 인디언들은 순환장애, 신경장애, 관절염 등의 치료를 위해 몰약을 쓰는 등 서방에서는 몰약이 강력한 방부효과를 내면서 신체의 고통을 덜어주고 치료과정을 가속화시키는 물질로 인정받아왔다.

### 현대적 이용
과학의 발전과 함께 현대로 오면서 몰약의 중요성이 점차 감소하다가 최근에 들어서 암예방과 전이억제 등의 효과가 밝혀지면서 의학적 연구와 관심이 늘어나면서 가치가 높아지고 있다. 주로 치약·방향제와 자극성 강장제(強壯劑)의 성분 및 제약산업에서 보호제로 사용되다가 다양한 용도로 활용도가 늘어나고 있다. 몰약은 함염, 항균, 항바이러스 비민감성이며 방부효과· 수렴(收斂)효과가 있고, 의약품으로서는 위 내 가스 제거제와 관절염, 자궁경부 여성질환 치료제와 피부질환 약재로 쓰이고, 몰약 팅크 제제는 잇몸 및 구강 질환의 통증을 완화하는데 쓰인다. 몰약에서 증류시킨 정유(精油)는 몇몇 귀한 향수의 구성성분이 되고 있다. 몰약은 나무껍질이 자연히 쪼개지거나 칼자국을 낼 때에 나무껍질 속에 있는 수지관(樹脂管)에서 흘러나온다. 공기에 노출되면 이 유체(流體)는 점점 딱딱해지면서 방울들과 불규칙한 덩어리들을 만드는데 이것을 '눈물'이라 부른다.

## 몰약의 과학적 효능
몰약의 거걸스테론(guggulsterone) 성분은 톨유사수용체(Toll-like receptors)를 조절함으로써 병원체로부터 숙주를 보호하는 것으로 알려져있다. 톨유사수용체는 외부 병원체에 대한 숙주의 최초 방어체계이면서 선천성 면역시스템에서 중요한 역할을 하는데, 몰약 성분이 병원체 침투로 몸 안에 항체가 만들어져 대응하기 이전에 초기적인 면역시스템을 작동시켜주는 역할을 하여 위와 같은 작용을 나타낸다.

## 같이 보기
- 성유
- 유향
- 가이우스 플리니우스 세쿤두스